# 烏彭巴側頸龜
烏彭巴側頸龜（學名：Pelusios upembae）是非洲側頸龜屬下的一種龜，只生活在剛果民主共和國。